# Éliminatoires du Championnat d'Afrique des nations de football 2024
Navigation
Algérie 2022 2026
Les qualifications du Championnat d'Afrique des nations de football 2024 se déroulent du 25 octobre 2024 au 29 décembre 2024 et s'effectuent par zone. La phase finale se jouera au Kenya, en Ouganda et en Tanzanie.

## Équipes
40 équipes sont engagées dans ces éliminatoires dont le tirage au sort est effectué le 9 septembre 2024 au Caire.
| Zone    | Places Qualificatifs                     | Équipes participantes aux éliminatoires                                | Equipes participantes au 2e tour | Équipes forfaites           |
| ------- | ---------------------------------------- | ---------------------------------------------------------------------- | -------------------------------- | --------------------------- |
| UNAF    | 3 places                                 | Libye Maroc Tunisie                                                    | Algérie Égypte                   |                             |
| UFOA A  | 3 places                                 | Guinée Guinée-Bissau Liberia Mali Mauritanie Sénégal Sierra Leone      | Gambie                           | Cap-Vert                    |
| UFOA B  | 3 places                                 | Bénin Burkina Faso Côte d'Ivoire Ghana Niger Nigeria Togo              |                                  |                             |
| UNIFFAC | 3 places                                 | Cameroun Centrafrique Tchad Congo RD Congo Guinée équatoriale          | Gabon                            | Sao Tomé-et-Principe        |
| CECAFA  | 1 place + Kenya Ouganda Tanzanie (hôtes) | Burundi Djibouti Érythrée Éthiopie Rwanda Somalie Soudan Soudan du Sud |                                  |                             |
| COSAFA  | 3 places                                 | Angola Eswatini Lesotho Madagascar Mozambique Namibie Zambie Zimbabwe  | Afrique du Sud Comores Malawi    | Botswana Maurice Seychelles |

## Zone UNAF
Trois places sont données pour la zone UNAF, l'Algérie et de l’Égypte ne participeront pas aux éliminatoires ainsi la Tunisie et la Libye renonceront aussi à la compétition malgré leurs qualifications annoncées. les deux pays restant seront qualifiés d'office pour la compétition,
| Maroc | Qualifié d'office |

## Zone UFOA A

### Premier tour
Un match de tour préliminaire est joué entre la Sierra Leone et le Liberia le 27 octobre et le 1er novembre le vainqueur affrontera le Sénégal au deuxième tour 
| Équipe 1     | Résultat | Équipe 2 | Aller | Retour | T.a.b. |
| ------------ | -------- | -------- | ----- | ------ | ------ |
| Sierra Leone | 2 - 3    | Liberia  | 1 - 2 | 1 - 1  | -      |

### Deuxième tour
Le restes des équipes en plus du Liberia encore en lice joueront un match aller-retour du 20 au 29 décembre 2024, les vainqueurs seront qualifiés pour la compétition 
| Équipe 1   | Résultat | Équipe 2      | Aller | Retour | T.a.b. |
| ---------- | -------- | ------------- | ----- | ------ | ------ |
| Liberia    | 1 - 4    | Sénégal       | 1 - 1 | 0 - 3  | -      |
| Mauritanie | 1 - 0    | Mali          | 1 - 0 | 0 - 0  | -      |
| Guinée     | 6 - 2    | Guinée-Bissau | 4 - 1 | 2 - 1  | -      |

## Zone UFOA B

### Premier tour
Un match de tour préliminaire est joué entre le Bénin et le Togo le 25 octobre et le 2 novembre le vainqueur affrontera le Niger au deuxième tour 
| Équipe 1 | Résultat | Équipe 2 | Aller | Retour | T.a.b. |
| -------- | -------- | -------- | ----- | ------ | ------ |
| Togo     | 3 - 1    | Bénin    | 2 - 0 | 1 - 1  | -      |

### Deuxième tour
Le restes des équipes en plus du Togo encore en lice joueront un match aller-retour du 20 au 29 décembre 2024, les vainqueurs seront qualifiés pour la compétition
| Équipe 1      | Résultat | Équipe 2     | Aller | Retour | T.a.b. |
| ------------- | -------- | ------------ | ----- | ------ | ------ |
| Togo          | 1 - 1E   | Niger        | 1 - 1 | 0 - 0  | -      |
| Côte d'Ivoire | 2 - 2    | Burkina Faso | 2 - 0 | 0 - 2  | 2 - 4  |
| Ghana         | 1 - 3    | Nigeria      | 0 - 0 | 1 - 3  | -      |

## Zone UNIFFAC
Un seul tour seulement aura lieu dans la zone UNIFFAC entre le Cameroun, Congo, Guinée Équatoriale, République centrafricaine,République démocratique du Congo et le Tchad.
| Équipe 1           | Résultat | Équipe 2 | Aller | Retour | T.a.b. |
| ------------------ | -------- | -------- | ----- | ------ | ------ |
| Centrafrique       | 2E - 2   | Cameroun | 0 - 1 | 2 - 1  | -      |
| Tchad              | 2 - 4    | RD Congo | 1 - 1 | 1 - 3  | -      |
| Guinée équatoriale | 1 - 2    | Congo    | 0 - 0 | 1 - 2  | -      |

Disqualifié à l'origine pour avoir aligné un joueur inéligible, le Congo est finalement maintenu après réexamen de leurs dossier par la CAF.

## Zone CECAFA

### Premier tour
Les qualifications dureront deux tours pour trois places qualificatives. La Somalie déclare forfait pour cause de manques financières, l'Érythrée déclara forfait à son tours quelques jours plus tard 
| Équipe 1      | Résultat | Équipe 2 | Aller   | Retour  | T.a.b. |
| ------------- | -------- | -------- | ------- | ------- | ------ |
| Burundi       | Annulée  | Somalie  | Annulée | Annulée | -      |
| Éthiopie      | Annulée  | Érythrée | Annulée | Annulée | -      |
| Soudan        | 1 - 1    | Tanzanie | 1 - 0   | 0 - 1   | 6 - 5  |
| Soudan du Sud | 3 - 1    | Kenya    | 2 - 0   | 1 - 1   | -      |
| Djibouti      | 1 - 3    | Rwanda   | 1 - 0   | 0 - 3   | -      |

### Deuxième tour
Les équipes restantes avec l'Ouganda en plus joueront un match aller-retour du 20 au 29 décembre 2024, les vainqueurs seront qualifiés pour la compétition
| Équipe 1      | Résultat | Équipe 2 | Aller | Retour | T.a.b. |
| ------------- | -------- | -------- | ----- | ------ | ------ |
| Burundi       | 0 - 2    | Ouganda  | 0 - 1 | 0 - 1  | -      |
| Éthiopie      | 1 - 4    | Soudan   | 0 - 2 | 1 - 2  | -      |
| Soudan du Sud | 4 - 4E   | Rwanda   | 3 - 2 | 1 - 2  | -      |

Malgré la victoire, le Rwanda n'est pas qualifié pour la compétition au détriment du Soudan ayant effectuer le meilleur résultats de la zone.

## Zone COSAFA

### Premier tour
Un match de tour préliminaire est joué entre l'Eswatini, la Namibie, le Lesotho et le Zimbabwe le vainqueur ira au second tour
| Équipe 1 | Résultat | Équipe 2 | Aller | Retour | T.a.b. |
| -------- | -------- | -------- | ----- | ------ | ------ |
| Zimbabwe | 0 - 4    | Eswatini | 0 - 3 | 0 - 1  | -      |
| Lesotho  | 1 - 1    | Namibie  | 1 - 0 | 0 - 1  | 3 - 4  |

### Deuxième tour
Le reste des équipes en plus de l'Eswatini et du Lesotho encore en lice joueront un match aller-retour du 20 au 29 décembre 2024, les vainqueurs seront qualifiés pour la compétition
| Équipe 1   | Résultat | Équipe 2   | Aller              | Retour             | T.a.b. |
| ---------- | -------- | ---------- | ------------------ | ------------------ | ------ |
| Eswatini   | 1 - 2    | Madagascar | 0 - 2              | 1 - 0              | -      |
| Lesotho    | 1 - 2    | Angola     | 0 - 2              | 1 - 0              | -      |
| Mozambique | 0 - 6    | Zambie     | 0 - 3 (tapis vert) | 0 - 3 (tapis vert) | -      |

## Deuxième qualification
À la suite des retraits de la Tunisie et de la Libye, il a été décidé d'organiser un deuxième tournoi de qualification entre 7 équipes réengagées. Le tirage au sort s'est effectué le 13 février 2025 :   
| Equipes engagées                                                        |
| ----------------------------------------------------------------------- |
| - Afrique du Sud - Algérie - Égypte - Comores - Gabon - Gambie - Malawi |

Le premier tour se joueront en match aller-retour du 28 février au 9 mars 2025.
| Équipe 1 | Résultat | Équipe 2       | Aller | Retour | T.a.b. |
| -------- | -------- | -------------- | ----- | ------ | ------ |
| Comores  | 0 - 4    | Malawi         | 0 - 2 | 0 - 2  | -      |
| Égypte   | 2 - 4    | Afrique du Sud | 1 - 1 | 1 - 3  | -      |
| Gabon    | 0 - 0    | Gambie         | 0 - 0 | 0 - 0  | 3 - 5  |

Les vainqueurs du premiers tours joueront une finale en match aller-retour du 2 au 11 mai 2025. En tant que finaliste de la dernière édition, l'Algérie est qualifier directement pour le second tour et jouera le vainqueur du match Gabon-Gambie.
| Équipe 1 | Résultat | Équipe 2       | Aller | Retour | T.a.b. |
| -------- | -------- | -------------- | ----- | ------ | ------ |
| Malawi   | 1 - 2    | Afrique du Sud | 1 - 0 | 0 - 2  | -      |
| Gambie   | 0 - 3    | Algérie        | 0 - 0 | 0 - 3  | -      |

## Équipes qualifiées
| Équipes         | Zone    | Apparitions | Meilleurs performances                                |
| --------------- | ------- | ----------- | ----------------------------------------------------- |
| Maroc           | UNAF    | 6e          | Vainqueur (2018, 2020)                                |
| Sénégal         | UFOA A  | 3e          | Vainqueur (2022)                                      |
| Guinée          | UFOA A  | 4e          | Troisième (2020)                                      |
| Mauritanie      | UFOA A  | 3e          | Quarts de finale (2022)                               |
| Niger           | UFOA B  | 4e          | Quatrième (2022)                                      |
| Burkina Faso    | UFOA B  | 4e          | Phase de groupes (2014, 2018, 2020)                   |
| Nigeria         | UFOA B  | 4e          | Finaliste (2018)                                      |
| Centrafrique    | UNIFFAC | 1ère        | Première participation                                |
| Congo           | UNIFFAC | 5e          | Quarts de finale (2018, 2020)                         |
| RD Congo        | UNIFFAC | 7e          | Vainqueur (2009, 2016)                                |
| Kenya (hôte)    | CECAFA  | 1ère        | Première participation                                |
| Ouganda (hôte)  | CECAFA  | 7e          | Phase de groupes (2011, 2014, 2016, 2018, 2020, 2022) |
| Tanzanie (hôte) | CECAFA  | 3e          | Phase de groupes (2009, 2020)                         |
| Soudan          | CECAFA  | 4e          | Troisième (2011, 2018)                                |
| Zambie          | COSAFA  | 5e          | Troisième (2009)                                      |
| Angola          | COSAFA  | 4e          | Finaliste (2011)                                      |
| Madagascar      | COSAFA  | 2e          | Troisième (2022)                                      |
| Algérie         | 2e tour | 3e          | Finaliste (2022)                                      |
| Afrique du Sud  | 2e tour | 3e          | Quarts de finale (2011)                               |